# Aaron Brömmelhaup
Aaron Brömmelhaup (* 28. November 2000 in Melle) ist ein deutscher Schauspieler. Er gehört dem Ensemble des Ernst-Deutsch-Theaters in Hamburg an.

## Leben
Aaron Brömmelhaup nahm bereits während seiner Schulzeit an mehreren Theaterproduktionen teil. Im Jahr 2021 begann er ein Schauspielstudium an der Hochschule für Musik und Theater Hamburg, das er im Jahr 2025 abschloss. Im Rahmen seiner Ausbildung nahm er an verschiedenen Produktionen der Hochschule teil, so spielte er die Mary in Die kahle Sängerin von Eugène Ionesco und den Karl in einer Überarbeitung von Ödön von Horváths Zur schönen Aussicht. Zur Spielzeit 2025/2026 wurde Brömmelhaup Mitglied des neu aufgestellten Ensembles des Ernst-Deutsch-Theaters.

## Auszeichnungen
Brömmelhaup erhielt im Jahr 2022 ein Stipendium der Studienstiftung des deutschen Volkes.

## Theater (Auswahl)
- 2022 Herr der Diebe nach Cornelia Funke am Deutschen Schauspielhaus Hamburg, Regie von Markus Bothe
- 2024 Hamlet – Zeit aus den Fugen im Malersaal am Deutschen Schauspielhaus, Regie von Catherine Umbdenstock